# Dornot
Dornot là một xã trong vùng Grand Est, thuộc tỉnh Moselle, quận Metz-Campagne, tổng Ars-sur-Moselle. Tọa độ địa lý của xã là 49° 02' vĩ độ bắc, 06° 03' kinh độ đông. Dornot nằm trên độ cao trung bình là m mét trên mực nước biển, có điểm thấp nhất là 168 mét và điểm cao nhất là 336 mét. Xã có diện tích 1,13 km², dân số vào thời điểm 1999 là 186 người; mật độ dân số là 164 người/km².

## Thông tin nhân khẩu
| 1962 | 1968 | 1975 | 1982 | 1990 | 1999 |
| ---- | ---- | ---- | ---- | ---- | ---- |
| 209  | 195  | 200  | 179  | 181  | 186  |